# Orestis Karnezis
Orestis Karnezis (řecky Ορέστης Καρνέζης; * 11. července 1985 Athény) je bývalý řecký profesionální fotbalový brankář. Svoji hráčskou kariéru ukončil v roce 2022, a to v dresu francouzského klubu Lille OSC. Mezi lety 2012 a 2018 odchytal také 49 utkání v dresu řecké reprezentace.

## Klubová kariéra
Karnezis hrál v Řecku za OFI Kréta a Panathinaikos FC. V červenci 2013 přestoupil do italského Udinese Calcio, ale okamžitě byl poslán na hostování pro sezonu 2013/14 do španělského klubu Granada CF.

## Reprezentační kariéra
Hrál za řecké mládežnické výběry U17, U19 a U21.
V A-mužstvu Řecka debutoval 29. února 2012 proti týmu Belgie.
Zúčastnil se Mistrovství světa 2014 v Brazílii, kam jej nominoval portugalský trenér Fernando Santos. Zde Řekové dosáhli svého historického maxima. Poprvé na světových šampionátech postoupili do osmifinále (ze základní skupiny C), tam byli vyřazeni Kostarikou v penaltovém rozstřelu poměrem 3:5 (stav po prodloužení byl 1:1). Karnezis byl brankářskou jedničkou a objevil se ve všech čtyřech zápasech Řecka na šampionátu. Pouze v zápase základní skupiny proti Pobřeží slonoviny (výhra 2:1) ho střídal ve 24. minutě kvůli zranění Panagiotis Glykos.